# Houssem Eddine Sdiri
 (juin 2016).
Houssem Eddine Sdiri, né le 21 août 1987 à Ghardimaou, est un footballeur tunisien. Il évolue au poste de défenseur.

## Biographie
Il commence le football à l'Étoile sportive de Ghardimaou dès son plus jeune âge, avant de rejoindre l’équipe de Jendouba Sports avec laquelle il joue pendant quatre saisons. Il est un joueur polyvalent, évoluant comme arrière droit avec l’entraîneur Tarek Thabet lors des saisons 2007-2010, puis comme pivot avec l’entraîneur Mohamed Jelassi lors de la saison 2010-2011.
Lors du mercato estival de la saison 2010-2011, il manque de peu de signer au Club africain, restant finalement au Jendouba Sports.
Le 5 août 2011, il rejoint le Club athlétique bizertin, en signant un contrat de quatre ans.

## Carrière
- juillet 2007-août 2011 : Jendouba Sports (Tunisie)
- août 2011-juillet 2016 : Club athlétique bizertin (Tunisie)
  - août 2013-juin 2014 : Al Tahaddy (Libye), prêt
- juillet 2016-juillet 2017 : Avenir sportif de Gabès (Tunisie)
- juillet 2017-août 2019 : Union sportive monastirienne (Tunisie)